# 555112 Monika
555112 Monika este o planetă minoră (asteroid) din centura de asteroizi. A fost descoperită pe 30 august 2013 la  de . 
Obiectul prezintă o orbită caracterizată de o semiaxă mare de 2,7005685959675 UAi, o excentricitate de 0,27729306155918, o înclinație de 5,2102095790066 ° în raport cu ecliptica.